# Vena del bulbo del pene
La vena del bulbo del pene, vena del bulbo uretral o vena bulbouretral (TA: vena bulbi penis) es una vena que drena sangre desde el bulbo del pene hasta la vena pudenda interna.

## Imágenes adicionales

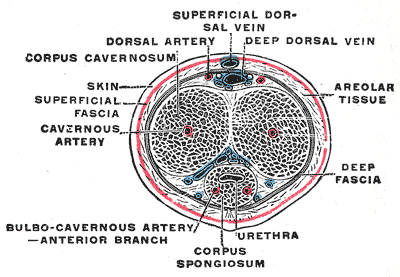
Sección transversal del pene, mostrando los vasos sanguíneos. La vena del bulbo del pene no está visible.
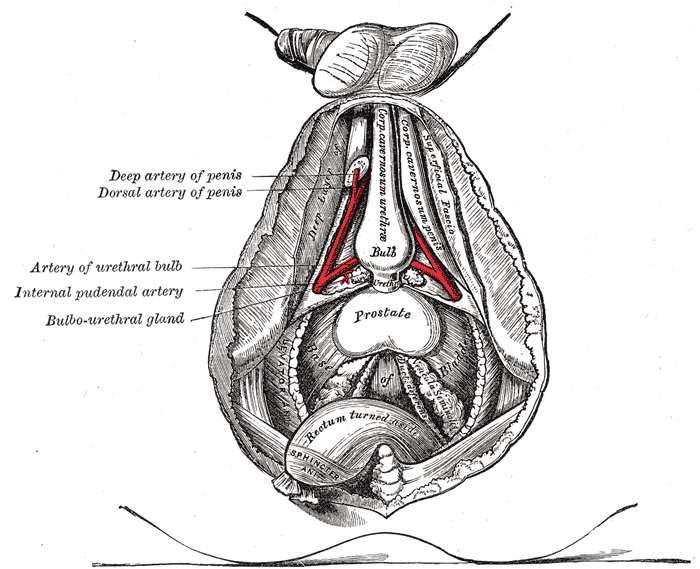
Ramas profundas de la arteria pudenda interna. La arteria del bulbo del pene (o del bulbo uretral) está señalada al centro a la izquierda.
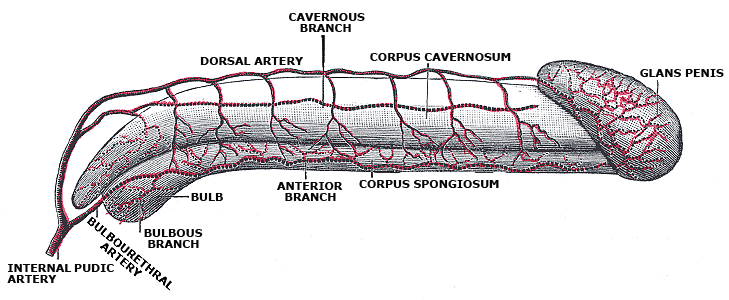
Diagrama de las arterias del pene.